# Luca Fancelli

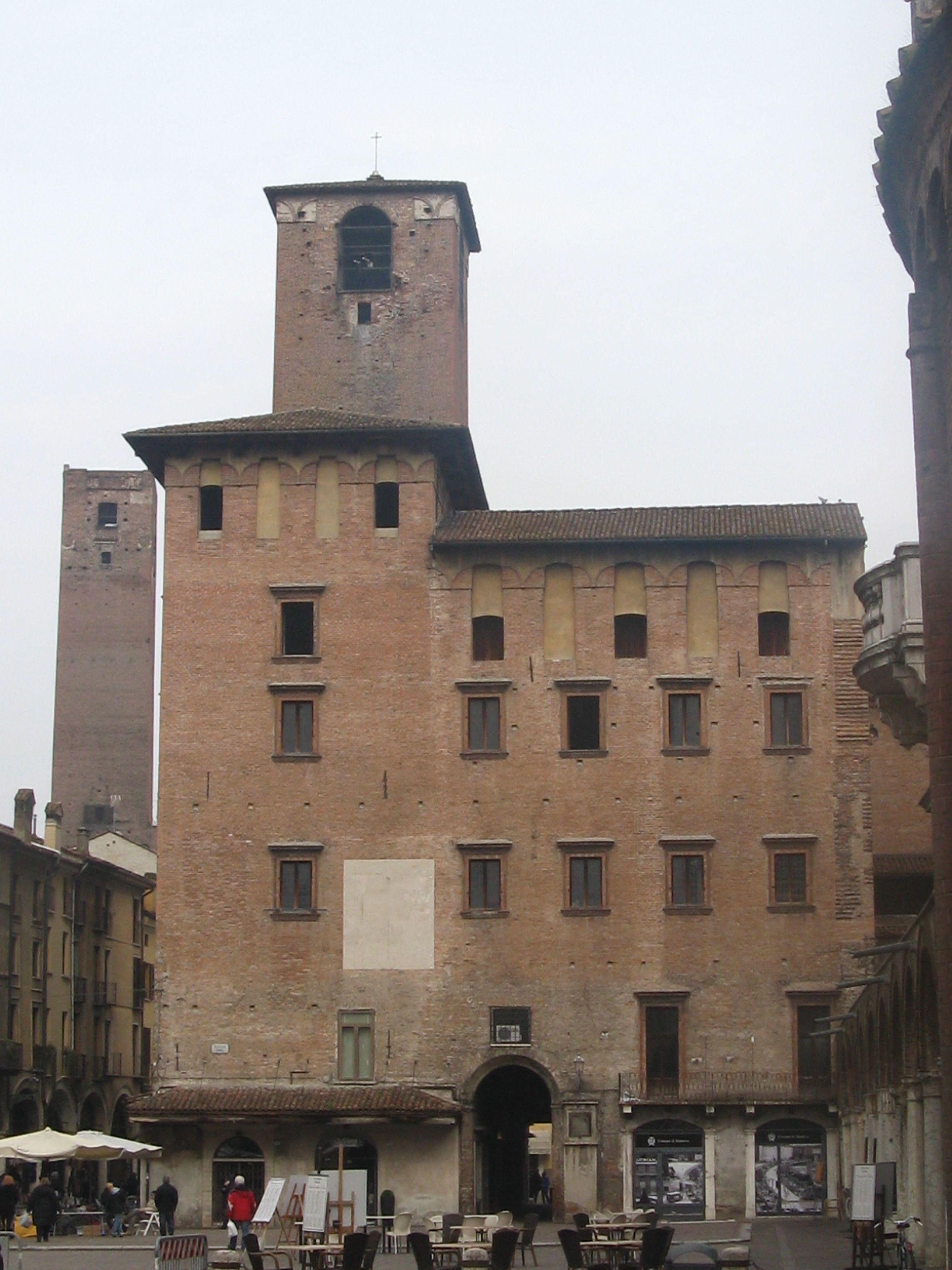
Mantova, Palazzo del Podestà.

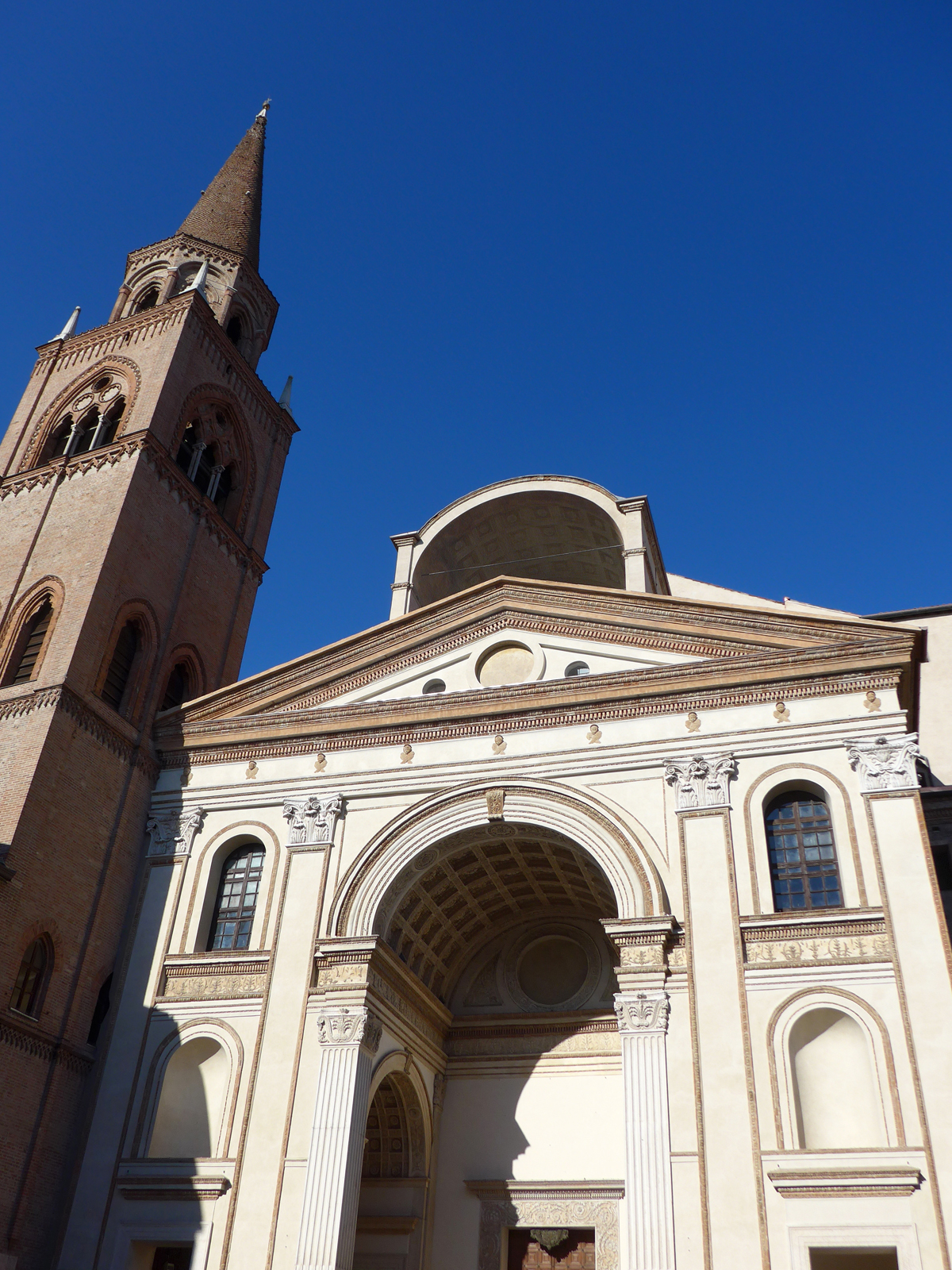
Mantova, basilica di Sant'Andrea

Luca Fancelli (Settignano, 1430 circa – Firenze o Mantova, 1502 circa) è stato un architetto e scultore italiano.

## Biografia
Non si conosce molto della sua biografia, si sa che fu allievo e assistente di Filippo Brunelleschi. Il Vasari ha generato confusione sulle opere a lui attribuite, per esempio è documentato il suo lavoro all'edificazione del primo nucleo di Palazzo Pitti, ma nelle Vite tale opera è attribuita a Brunelleschi stesso, citando un progetto comune prima scartato per Palazzo Medici, ma privo di altre fonti documentarie. Palazzo Pitti ha una monumentalità che potrebbe forse apparire lontana dallo stile di Brunelleschi (anche se va tenuto conto di un'indubbia evoluzione in tal senso dello stile architettonico del grande fiorentino) e la sua costruzione iniziò 12 anni dopo la morte del maestro.
Lo stile delle opere attribuite a Fancelli ricorda più quello di Leon Battista Alberti, con il quale avrebbe collaborato alla realizzazione della tribuna cilindrica della basilica della Santissima Annunziata a Firenze, edificata con un finanziamento di Ludovico III Gonzaga.
Troviamo infatti il Fancelli a Mantova, città dove operò a lungo anche Leon Battista Alberti, verso il 1450, dove entrò al servizio del marchese Ludovico III Gonzaga. Qui, in un contatto con numerosi artisti che frequentavano la corte, prese la supervisione della costruzione della chiesa di San Sebastiano (1460) e di Sant'Andrea (1472), già iniziate da Leon Battista Alberti, curandone i lavori dopo la morte del maestro avvenuta pochi anni dopo l'avvio dei lavori.
Realizzò tra il 1450 e il 1460 il Palazzo Ducale di Revere.

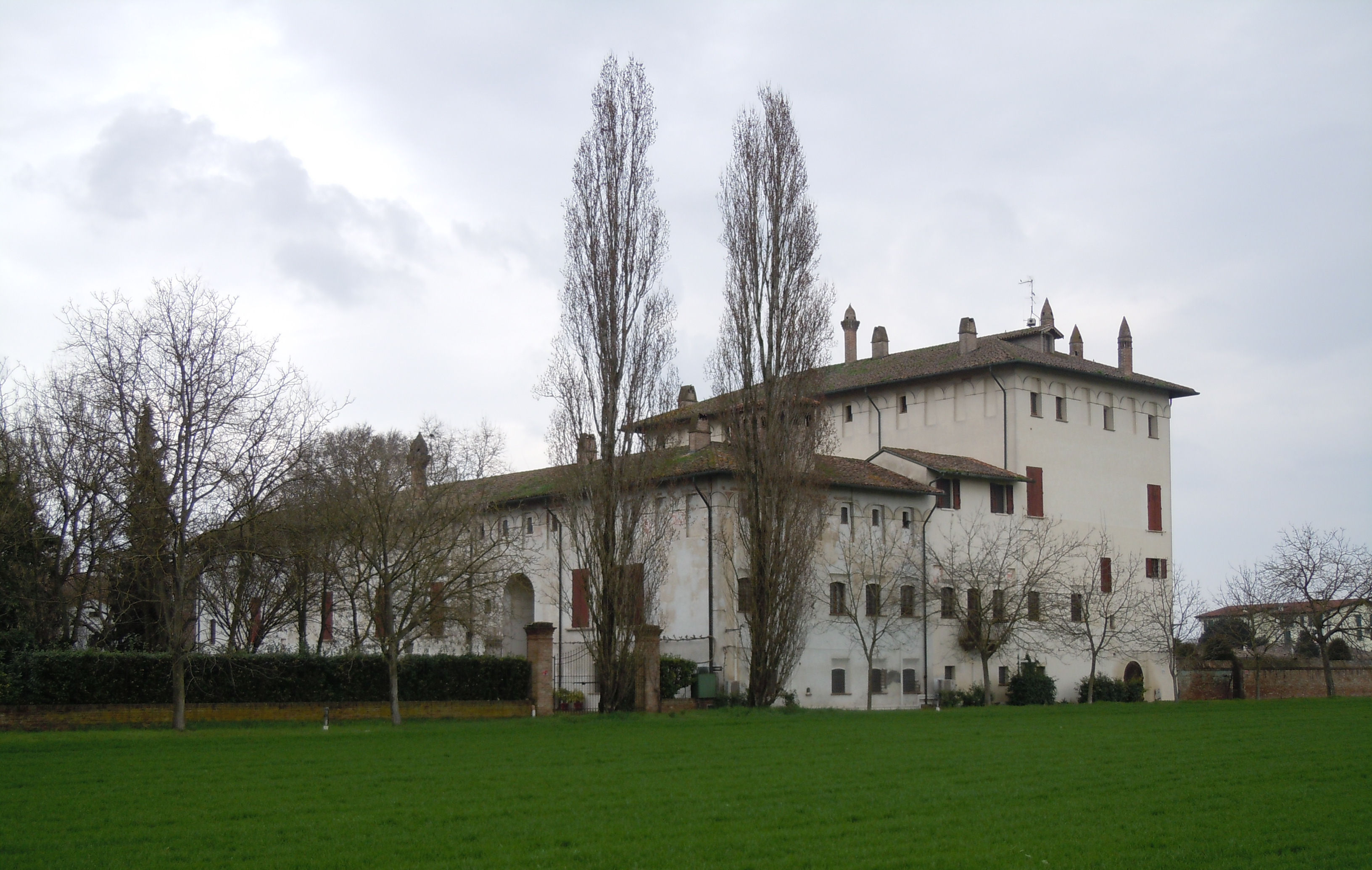
Motteggiana, Corte Ghirardina

Dal 1470 al 1477 lavorò per la costruzione della Corte Ghirardina a Motteggiana, splendida corte rurale sulle rive del Po.
Inoltre ricevette l'incarico di disegnare un nuovo complesso di camere per il Palazzo Ducale, la cosiddetta "Domus Nova", affacciata sulle rive del lago. L'architetto vi lavorò dal 1478 al 1484, anche se l'opera rimase incompleta fino al XVII secolo. Fu a Milano, dove dal 1487 al 1491 fu consulente per il tiburio del Duomo di Milano. Il 27 settembre 1491 fece ritorno alla sua città di origine, Firenze, e venne nominato architetto dell'opera del Duomo.
Nel 1493 la figlia Chiara andò in sposa al Perugino di cui fu modella per tante sue "Madonne".
Non abbiamo dati circa i suoi ultimi anni, l'ultimo riferimento alla sua persona è del 1494.
Morì probabilmente nel 1502.

## Opere
A Mantova e provincia

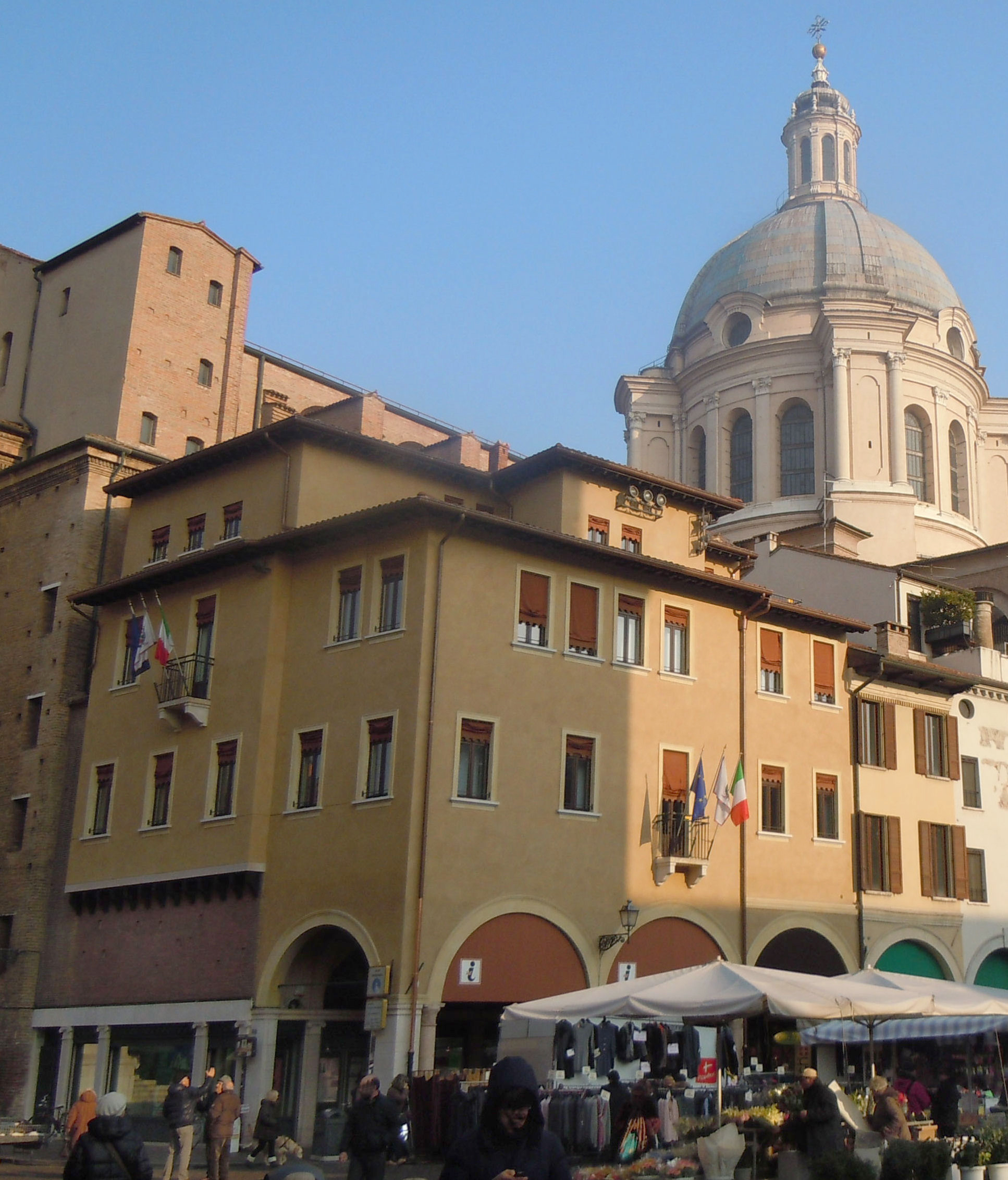
Mantova, Palazzo Cervetta

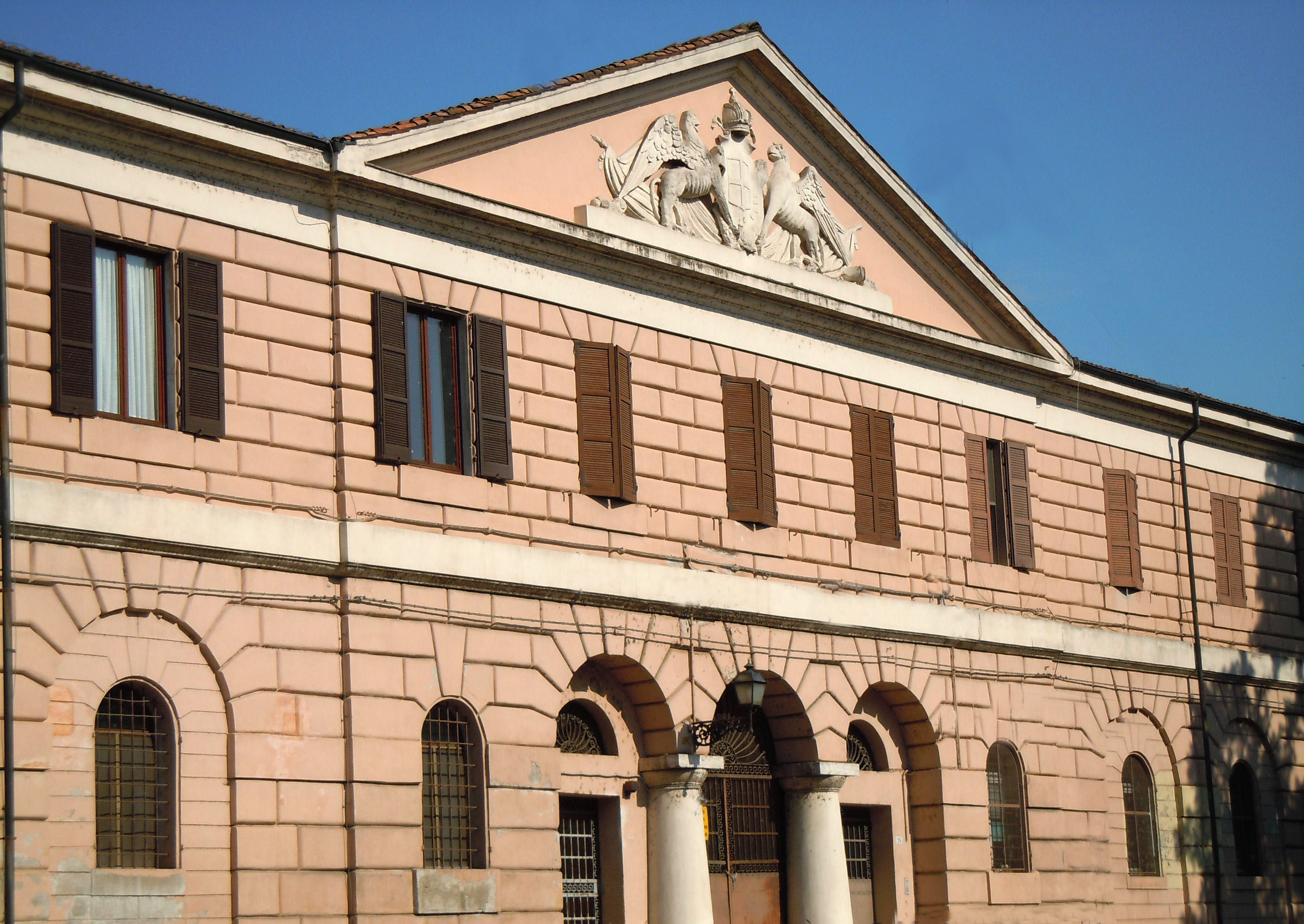
Mantova, Ospedale Grande di San Leonardo

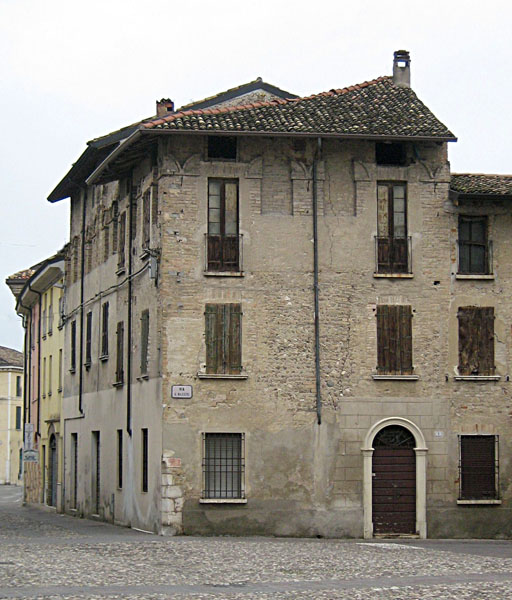
Medole, Quartiere

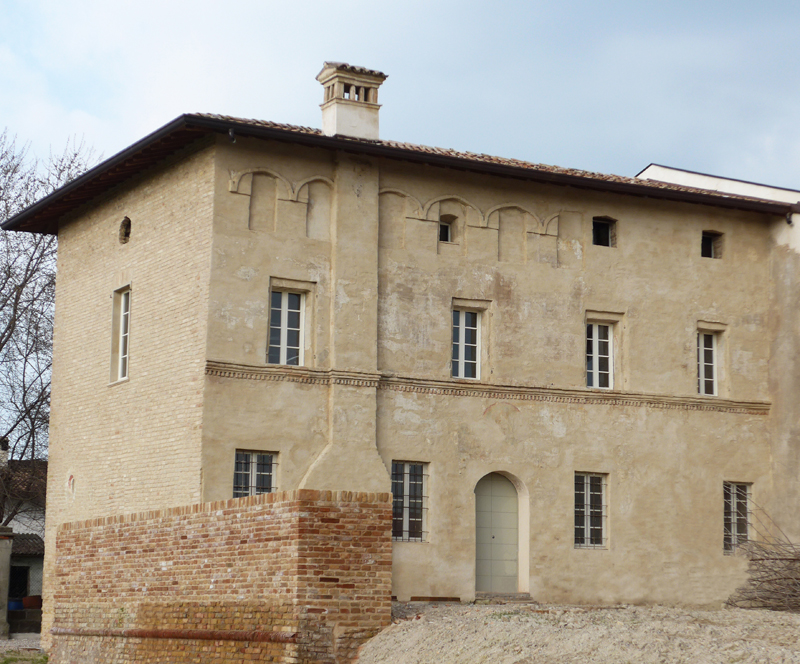
Casalmoro, Cascina Castello.

- Domus Nova - Palazzo Ducale - Mantova, 1478-1484
- Basilica di Sant'Andrea - Mantova, 1472
- Palazzo del Podestà - Mantova, 1461
- Casa del mercato - Mantova, 1462[3]
- Torre dell'Orologio - Mantova, 1473
- Ospedale Grande di San Leonardo - Mantova, 1450 (attribuito)[4]
- Chiesa di San Sebastiano - Mantova, 1460
- Palazzo Arrivabene - Mantova, 1481
- Palazzo Biondi - Mantova, 1460
- Palazzo Cantoni-Marca - Mantova, 1460
- Palazzo Capilupi-Da Grado - Mantova, 1480
- Casa Menozzi - Mantova (attribuita)[5]
- Palazzo Ducale - Revere, 1447-1459
- Villa Canaro - Gonzaga, 1468 (attribuita)[6]
- Corte Ghirardina - Motteggiana, 1470-1477
- Quartiere - Medole - 1450 (attribuito)[7]
- Palazzo Secco-Pastore - San Martino Gusnago, seconda metà del XV secolo  (progetto)
- Palazzo La Cervetta - Mantova, 1495[8]
- Corte Facchina - Nosedole, 1495 ca.[9]
- Corte Castello - Casalmoro[10][11]

In provincia di Reggio Emilia
- Palazzo dei Gonzaga - Luzzara, 1485